# Jungo Fujimoto
Jungo Fujimoto (藤本 淳吾 Fujimoto Jungo?,  nacido el 24 de marzo de 1984 en Yamato, Kanagawa) es un exfutbolista japonés que jugaba de centrocampista.

## Clubes
| Club                        | País  | Año         |
| --------------------------- | ----- | ----------- |
| Shimizu S-Pulse             | Japón | 2006 - 2010 |
| Nagoya Grampus              | Japón | 2011 - 2013 |
| Yokohama F. Marinos         | Japón | 2014 - 2015 |
| Gamba Osaka                 | Japón | 2016 - 2019 |
| Gamba Osaka sub-23 (cedido) | Japón | 2016        |
| Kyoto Sanga (cedido)        | Japón | 2019        |
| SC Sagamihara               | Japón | 2020 - 2022 |